# Jan Roegiers
Jan Roegiers, né le 14 mai 1967 est un homme politique belge flamand, membre du Sp.a, ex-membre de Spirit, ex-membre de la Volksunie.
Il fut enseignant.
Il est chevalier de l'ordre de Léopold.

## Fonctions politiques
- Député au Parlement flamand:
  - du 15 mai 2001 au 7 juin 2009
  - du 13 juillet 2009 au 25 mai 2014 (en remplacement de Freya Van den Bossche)
  - sénateur de communauté (depuis le 9 octobre 2013 au 24 mai 2014)

Il est surtout connu pour ses campagnes et actions anti-Israéliennes tel que son appel sur facebook au boycott de la mission économique en Israël[réf. nécessaire]